# Rebollosa de Jadraque
Rebollosa de Jadraque – gmina w Hiszpanii, w prowincji Guadalajara, w Kastylii-La Mancha, o powierzchni 7,67 km². W 2011 roku gmina liczyła 15 mieszkańców.